# Вальдкирх (Санкт-Галлен)
Вальдкирх (нем. Waldkirch SG) — коммуна в Швейцарии, в кантоне Санкт-Галлен.
Входит в состав округа Санкт-Галлен. Население составляет 3231 человек (на 31 декабря 2006 года). Официальный код — 3444.

## Фотографии

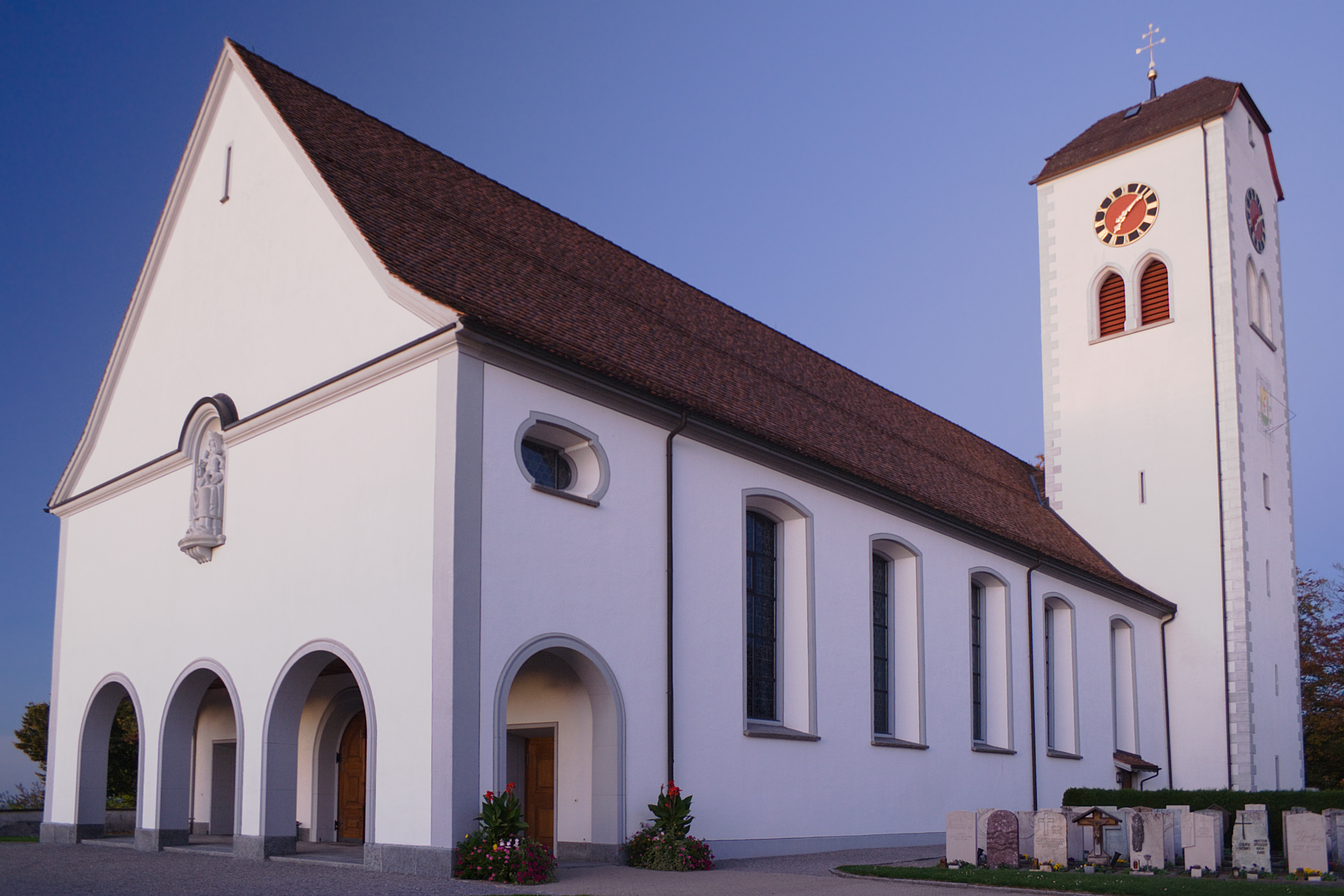
Церковь
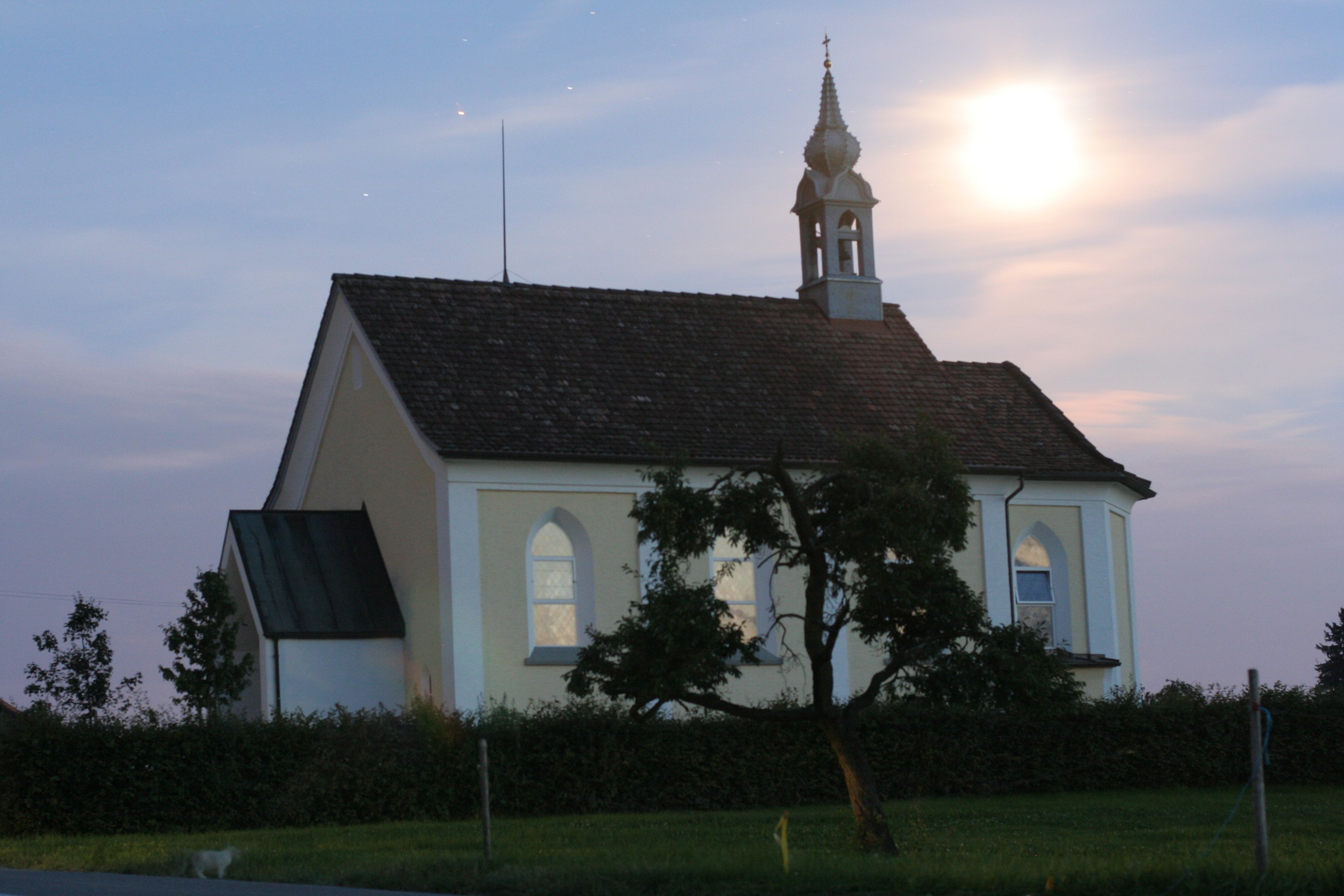
Часовня Обергримм ночью
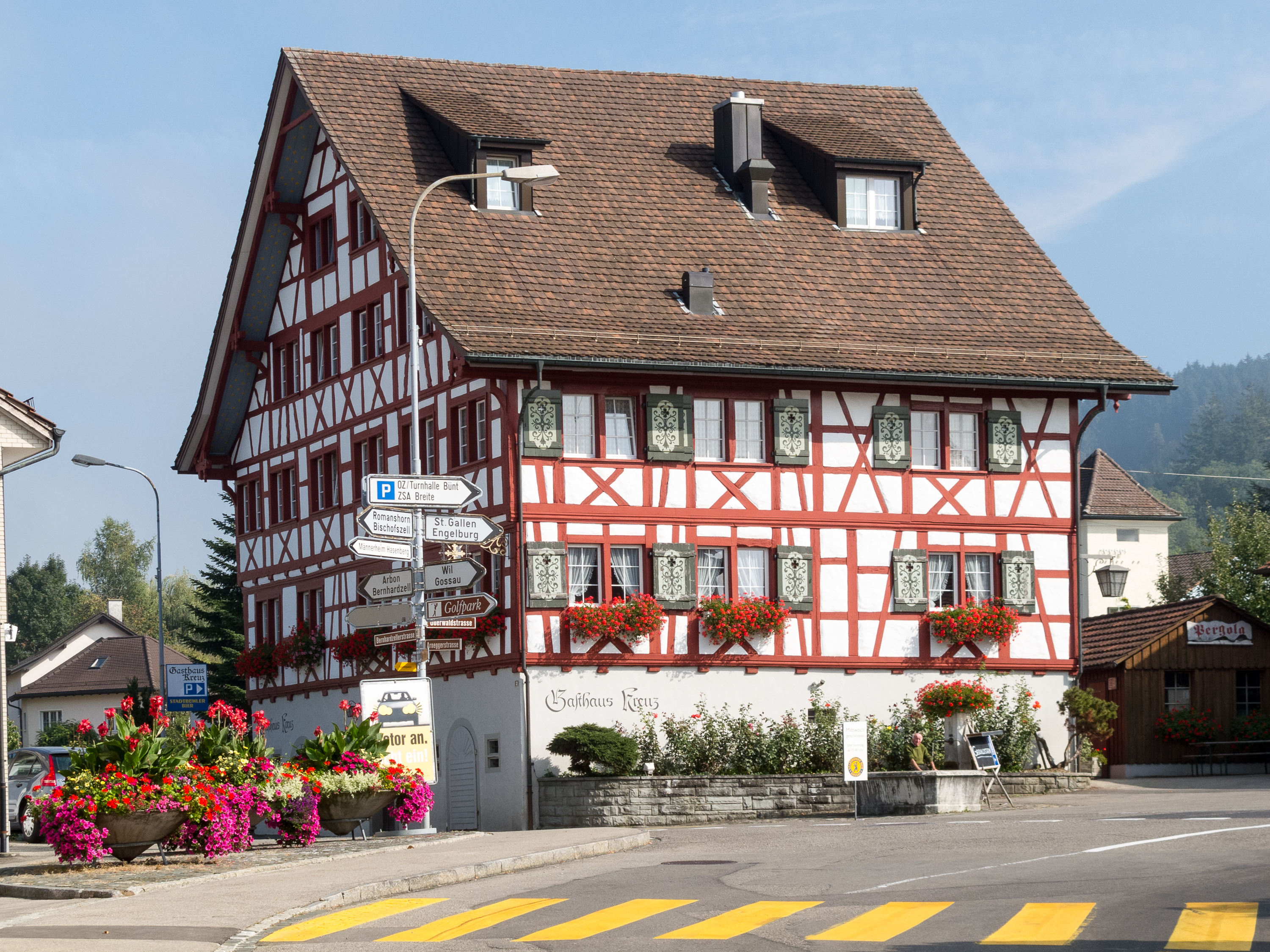
Гостиница